# Hyalinobatrachium fragile
Hyalinobatrachium fragile es una especie de anfibio anuro de la familia de las ranas de cristal (Centrolenidae). Se distribuye por la cordillera de la Costa (Venezuela) entre los 100 y los 700 m de altitud. Se encuentra amenazada de extinción por la pérdida de su hábitat debido a la agricultura y la tala comercial.